# Somatovelleda camerunica
Somatovelleda camerunica – gatunek chrząszcza z rodziny kózkowatych i podrodziny zgrzypikowych. Jedyny przedstawiciel rodzaju Somatovelleda.

## Zasięg występowania
Gatunek ten występuje w Kamerunie.